# Наваярв
На́ваярв (ест. Navajärv) — природне озеро в Естонії, у волості Мустьяла повіту Сааремаа.

## Розташування
Наваярв належить до Західно-острівного суббасейну Західноестонського басейну.
Озеро лежить поблизу села Ванакуб'я.
Акваторія водойми входить до складу природного заповідника Коорунимме (Koorunõmme looduskaitseala).

## Опис
Загальна площа озера становить 0,9 га. Довжина берегової лінії — 841 м.